# 19410 Guisard
19410 Guisard è un asteroide della fascia principale. Scoperto nel 1998, presenta un'orbita caratterizzata da un semiasse maggiore pari a 2,3570830 UA e da un'eccentricità di 0,1079449, inclinata di 6,24842° rispetto all'eclittica.